# Caracal caracal poecilotis
Caracal caracal poecilotis es una subespecie de  mamíferos carnívoros  de la familia Felidae.

## Distribución geográfica
Se encuentra en el Níger y Nigeria.